# Алюмогидрид кальция
Алюмогидрид кальция — неорганическое соединение, комплексный гидрид алюминия и кальция с формулой Ca[AlH4]2, бесцветные кристаллы, реагирует с водой.

## Получение
- Образуется при смешении гидрида кальция и хлорида алюминия в тетрагидрофуране:

{\displaystyle {\mathsf {4CaH_{2}+2AlCl_{3}\ {\xrightarrow {}}\ Ca[AlH_{4}]_{2}+3CaCl_{2}}}}

## Физические свойства
Алюмогидрид кальция образует бесцветные кристаллы, растворимые в диэтиловом эфире, диоксане и бензоле.

## Химические свойства
- Реагирует с водой:

{\displaystyle {\mathsf {Ca[AlH_{4}]_{2}+8H_{2}O\ {\xrightarrow {}}\ Ca(OH)_{2}+2Al(OH)_{3}+8H_{2}}}}